# 빌리장
"빌리장"은 한국에서 제작된 김선경 감독의 1974년 영화이다. 주동용 등이 주연으로 출연하였고 강대진 등이 제작에 참여하였다.

## 출연

### 주연
- 주동용
- 장일식
- 배수천